# Redbird Reef

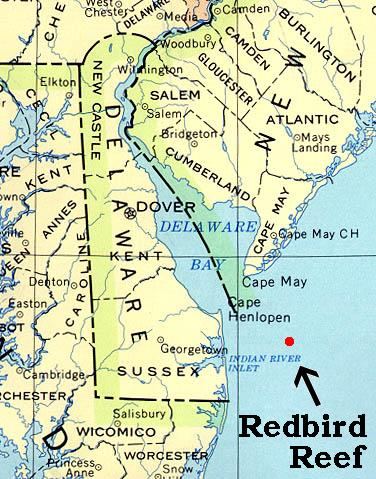
Locatie van Redbird Reef

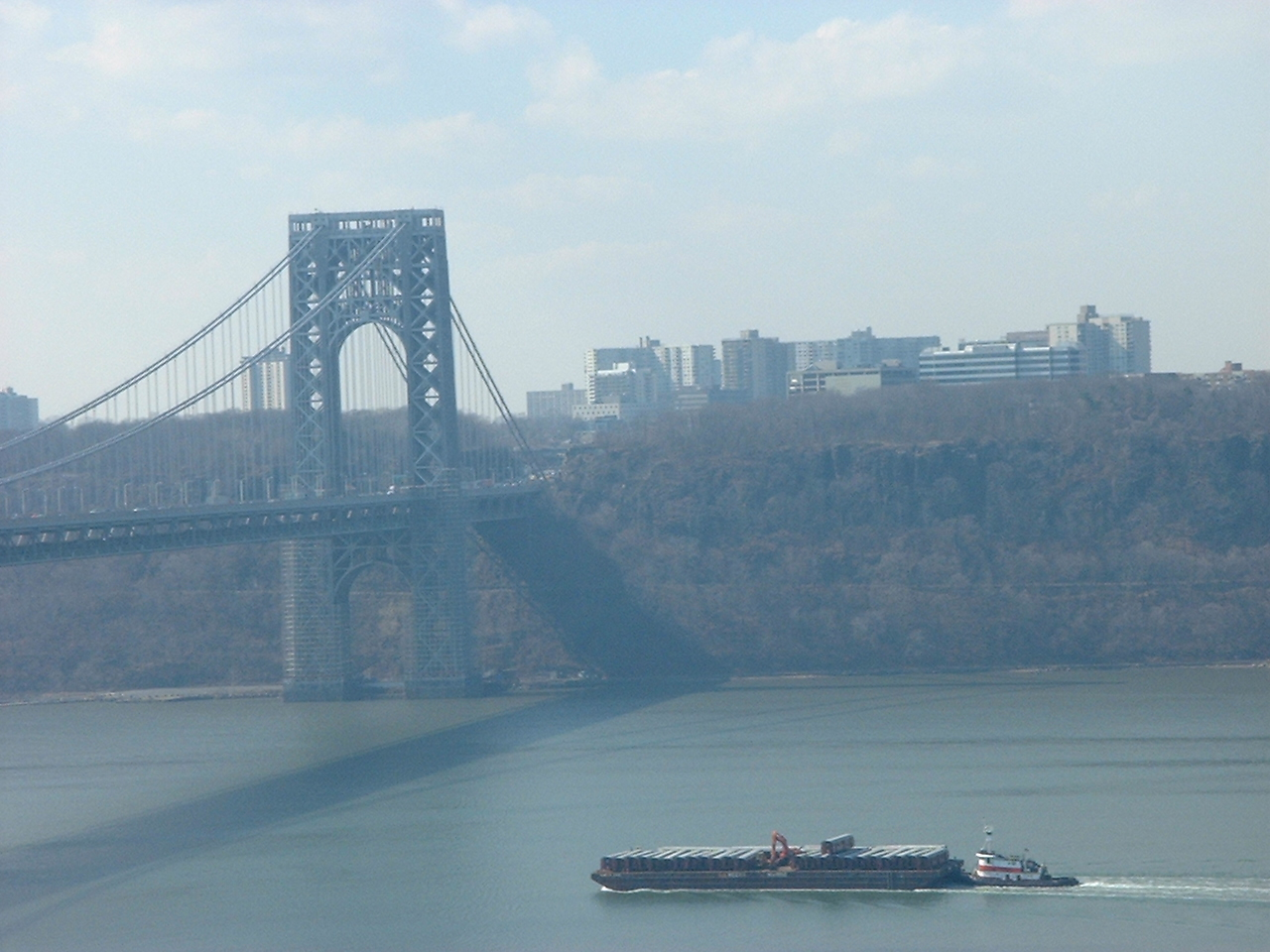
Afgedankte rijtuigen van Redbird subway op weg naar hun laatste roestplaats

Redbird Reef is een kunstmatig rif in de Atlantische Oceaan voor de kust van Slaughter Beach in de Amerikaanse staat Delaware op circa 25 kilometer ten oosten van de monding van de Indian River.
Het rif is een initiatief van Maryland Reef Initiative in 2001 en beslaat ongeveer 4 km² oceaanbodem op 25 meter diepte.
Het bestaat uit 714 Redbird metrorijtuigen, 86 afgedankte tanks en pantserwagens, 8 sleepboten en binnenvaartschepen alsmede 3000 ton verzwaarde vrachtautobanden.
De hoeveelheid zeeleven is in zeven jaar met een factor 400 toegenomen.
Redbird Reef is met 10.000 jaarlijkse visuitjes de drukstbezochte visstek voor de kust van Delaware. Talloze soorten als zwarte zeebaars, mosselen, sponsdieren, rankpootkreeften en koraal komen er voor. Roofvissen als tonijn en makreel jagen rond het rif. Redbird Reef is zo populair dat andere staten in de rij staan om de volgende rijtuigen van de ondergrondse in hun wateren te mogen dumpen.